# Ruberts
Ruberts és un llogaret del municipi de Sencelles al Pla de Mallorca, està situat al sud-est del terme vora el límit amb Lloret de Vistalegre, entre Pina (Algaida) i Cascanar, a set quilòmetres de Sineu.
Documentat ja en el segle xiii, en el Llibre del Repartiment de Mallorca. Son Jordà ja era en el segle xvi la possessió més gran de la contrada. El 1570 aquest lloc ja havia agrupat un cert nombre d'habitants de les comarques pròximes. El 1770 es beneí l'oratori del llogaret que fou ampliat a 1910. L'electrificació no es va produir fins als anys seixanta del segle xx.